# Peter Buckton
Sir Peter Buckton (* um 1350; † 4. März 1414) war ein englischer Politiker und Ritter aus dem gleichnamigen Dorf Buckton in Holderness, Yorkshire.

## Herkunft und Leben
Bucktons Familie gehörte als Lord of the Manor von Buckton der englischen Gentry an und besaß weitreichende Ländereien. Der Kirche gegenüber galten die Familienmitglieder als äußerst spendabel. Im Jahre 1369 ist sein erster kriegerische Kampf für das verwandtschaftlich nahestehende Haus Anjou-Plantagenêt belegt. In diesem 20 Jahre dauernden, sogenannten Carolinenkrieg, einem Teil des Hundertjährigen Krieges standen sich die Engländer den Franzosen gegenüber, die wiederum die Kastilien an ihrer Seite hatten. 1371 wurde er Constable von Knaresborough Castle. 1386 wurde er dort vom damals erst 16-jährigen König Richard II. für seine wertvollen Dienste zum Ritter geschlagen.
In dieser Zeit auf Knaresborough Castle erwarb er sich durch die enge Zusammenarbeit auch die Freundschaft zu Heinrich IV., der 1399 Richard II. vom Thron absetzte. Sie arbeiteten gemeinsam die Kreuzzüge aus, die sie 1392 mit der sogenannten Preußenfahrt nach Litauen und im Jahr darauf nach Jerusalem unternahmen.
In diese Zeit dürfte auch die Heirat mit Cecilia (auch: Cecily) fallen, mit der er drei Söhne hatte, die das Erwachsenenalter erreichten: Peter, Ralph und William (* 1406).
Buckton half Heinrich bei der Absetzung von Richard, das ihm beim neuen König ungeheure Vorteile verschaffte. Bereits Mitte der 1390er Jahre wurde er Privatsekretär von Heinrich IV. und ab 1. Oktober 1401 auch der Erzieher von dessen 1388 geborenen Sohn Thomas of Lancaster, 1. Duke of Clarence. Mit dem Thronbestieg 1399 wurde Peter Buckton Friedensrichter und 1404 für ein Jahr High Sheriff von Yorkshire.
1395, 1397 und 1404, also in drei Legislaturperioden, wurde er als Knight of the Shire für Yorkshire ins englische House of Commons gewählt.
Erst in seinen letzten Lebensjahren bekleidete Buckton Aufgaben außerhalb Englands: 1411 reiste er in diplomatischer Mission nach Kastilien, 1411 wurde ihm das Amt des Bürgermeisters von Bordeaux angetragen. Bordeaux war als Hauptstadt Aquitaniens, das zur englischen Herrschaft gehörte, äußerst wichtig. Im Alter von 64 Jahren starb Buckton in Kastilien und wurde seinem Testament entsprechend in seiner Heimat Swine östlich von Hull beigesetzt. Als Grabstelle gilt der Chor der Dorfkirche von Swine.